# Потерянная фотография
Потерянная фотография (чеш. Přátelé na moři) — советско-чехословацкий детский фильм 1959 года режиссёра Льва Кулиджанова.

## Сюжет
Пролог: 9 мая 1945 года, советские танки въезжают на улицу Праги. Разговаривая с матерью маленького Вашека, один из танкистов показывает свою семейную фотографию с женой и маленьким сыном, которых он не видел с начала войны. Танк спешно уходит в бой. А фотография остаётся в руках Вашека.
Прошло одиннадцать лет, и 13-летний Вашек, мать которого часто рассказывала ему, как дорога была танкисту эта фотография — единственная память о семье, пропавшей в оккупированной немцами Одессе, намерен вернуть фотографию, тем более что ему представляется случай — он едет по пионерской путёвке в СССР, через Одессу в пионерлагерь «Артек». Новые друзья Вашека по поездке, пионеры из Моравии Петр и из Словакии Лацо, а также Алёна, которая переписывается с русской девочкой Мариной из Одессы и надеется, что та поможет им, решают найти танкиста с фотографии.
В Одессе они встречаются с Мариной, и та предлагает поместить фотографию в газете — вдруг кто-нибудь из близких или друзей узнает танкиста и сообщит в редакцию. Но в день, когда печатают фотографию и появляются отклики, чехословацкие пионеры должны отплыть на пароходе «Россия» в пионерлагерь «Артек». Алёна решает выскользнуть из автобуса во время отъезда, чтобы вместе с Мариной продолжить поиски… Она встречается в военном санатории с ветераном войны, но, по его словам, танкист на фотографии — лейтенант Никитин, погибший в Праге.
В это время в «Артеке» чехословацкие пионеры на встрече с ветеранами получают помощь от генерала Сафронова, который даёт им адрес в Гурзуфе бывшего солдата из части освобождавших Прагу танкистов, но, добравшись туда, ребята получают те же нерадостные сведения — танкиста с фотографии звали лейтенант Степан Андреевич Никитин, и он погиб в Праге в последний день войны.
Расстроенные ребята возвращаются на пароход, где рассказывают обо всём молодому матросу Косте Петрову. Тот рассказывает ребятам свою грустную историю — он не помнит родителей, в войну он потерял отца и мать, и у него осталась лишь их фотография, он показывает её… Фотография точно такая же, как у пражских пионеров. Так Костя узнаёт свою настоящую фамилию.
Ребята уезжают домой. А Марина встречается в Одессе с откликнувшейся на объявление в газете женщиной, которая оказывается той самой женщиной с фотографии, — женой Никитина, матерью Кости.
После многих лет разлуки мать и сын встречаются, и в Прагу советское радио передаёт слова горячей благодарности от русской матери незнакомым, но дорогим чехословацким друзьям-пионерам.

## В ролях
- Ян Шир — Вашек
- Елена Кнаппова — Алёна
- Томаш Седлачек — Петр
- Петер Колларик — Лацо
- Дагмар Таборска — учительница Иржина Мачкова
- Ярмила Смейкалова — мама Вашека
- Властимил Бродский — тур-менеджер Туречек
- Лидия Драновская — экскурсовод
- Карел Эффа — турист
- Стелла Зазворкова — туристка
- Франтишек Ханус — репортёр
- Наташа Третьяченко — Марина
- Женя Демочкина — Катя
- Андрей Чернощеков — Саша
- Вера Дихтяр — Нина Петровна Никитина
- Валерий Мотренко — Александр Петрович, главный редактор газеты
- Юлиана Бугаева — Ерёмина, секретарь главного редактора
- Борис Чирков — генерал Сафронов
- Николай Довженко — Никитин
- Леонид Топчиев — Мергелян
- Вячеслав Подвиг — матрос Костя Петров
- Николай Гарин — капитан корабля
- Эммануил Геллер — одессит
- Олег Попов — клоун, камео
- Мстислав Запашный — камео
- Вальтер Запашный — камео

## Литературная и реальная основа
Поводом для сюжета стал стоящий в центре Праги советский танк-памятник Т-34 с номером «23» — первый ворвавшийся в Прагу в день её освобождения от фашистских захватчиков 9 мая 1945 года.
Сценарий фильма написан совместно советскими и чехословацкими писателями Анатолием Алексином, Сергеем Михалковым, Павлом Пасеком и Яном Пиксой, через два года был переработан ими в одноимённую повесть вышедшую в издательстве «Детгиз» с иллюстрациями Фёдора Лемкуля.

## Фестивали и награды
- Приз жюри 2-го фестиваля чешских и словацких фильмов в Пльзене (1960).